# Parnassus (Nouvelle-Zélande)
Parnassus est une localité située dans la région de Canterbury dans le district d’Hurunui sur la côte est de l’Île du Sud de la Nouvelle-Zélande.

## Situation
Elle est située sur la berge nord de la rivière Waiau

## Population
Lors du recensement de 2001 en Nouvelle-Zélande (en), la ville avait une population de résidents habituels de 900 habitants, en diminution de 6,8  % soit 66 personnes par rapport au recensement de 1996 .

## Toponymie
La ville  a pris le nom d’un mouton local, qui était la propriété d’un universitaire classique, 'Edward Lee'.
Celui-ci vit une ressemblance entre une colline du lieu et le Mont Parnasse de la Grèce, qui était le domicile mythique du dieu Apollon et des Muses .

## Accès
La State Highway 1/S H 1 passe à travers la ville sur son trajet entre les villes de Cheviot et de celle de Kaikoura , ainsi que la voie de chemin de fer de la ligne principale nord de l’île du Sud (en) allant de la cité de Christchurch vers la ville de Picton, qui passe aussi à travers la ville.
À une époque, la branche de Waiau (en) fut proposée pour être la principale ligne vers le nord avec un embranchement ferroviaire, qui se divergeait à partir du tracé de Waiau vers la ville de Waipara pour desservir les villages côtiers. 
Cette ligne fut ouverte vers la localité de Parnassus en 1912 et fut connue à ce moment sous le nom de « Parnassus Branch». 
Toutefois, la décision fut prise d’utiliser ce trajet comme la ligne principale, reléguant le tracé à partir de Waipara à travers les gorges de Weka Pass (en) vers la ville de Waiau, au statut de simple embranchement.
La “Main North Line” fut terminée en 1945 et continue de desservir aujourd’hui encore: 
Parnassus.

## Histoire
L’épicentre du Séisme de 1901 à Cheviot était situé à proximité de la ville de Parnassus.
Il y eut des dégâts notables mais peu de victimes.